# Teoria WZW bidimensional
Em física teórica e matemática, a teoria WZW bidimensional, descrita por um modelo sigma não linear com interação não-local, foi originalmente estudada por Witten  como uma teoria equivalente aos férmions sem massa não-interativos, proporcionando regras de bosonização não-abelianas para interações fermiônicas teóricas. A ação WZW também é conhecida como o necessário contra-termo de anulação de anomalias quânticas(a quebra de uma simetria clássica ao nível quântico).